# Kimrskij rajon
Il Kimrskij rajon (in russo Кимрский район?) è un rajon dell'Oblast' di Tver', nella Russia europea; il capoluogo è Kimry. Istituito nel 1929, ricopre una superficie di 2.514 chilometri quadrati ed ospitava nel 2010 una popolazione circa 14.000 abitanti.